# 三联苯
三联苯（C18H14，又名二苯基苯或联三苯）是一类由密切联系的芳香烃，由中心的苯环和两个苯基取代基构成，有三种异构体：邻三联苯、间三联苯和对三联苯。商品级联三苯一般为三种异构体的混合物，用于生产多氯三联苯。多氯三联苯以前用于储热和转移剂。三联苯的加氢反应可以得到三联环己烷。
对三联苯是三种异构体中最常见的一种，用于染料激光和遮光剂原料。

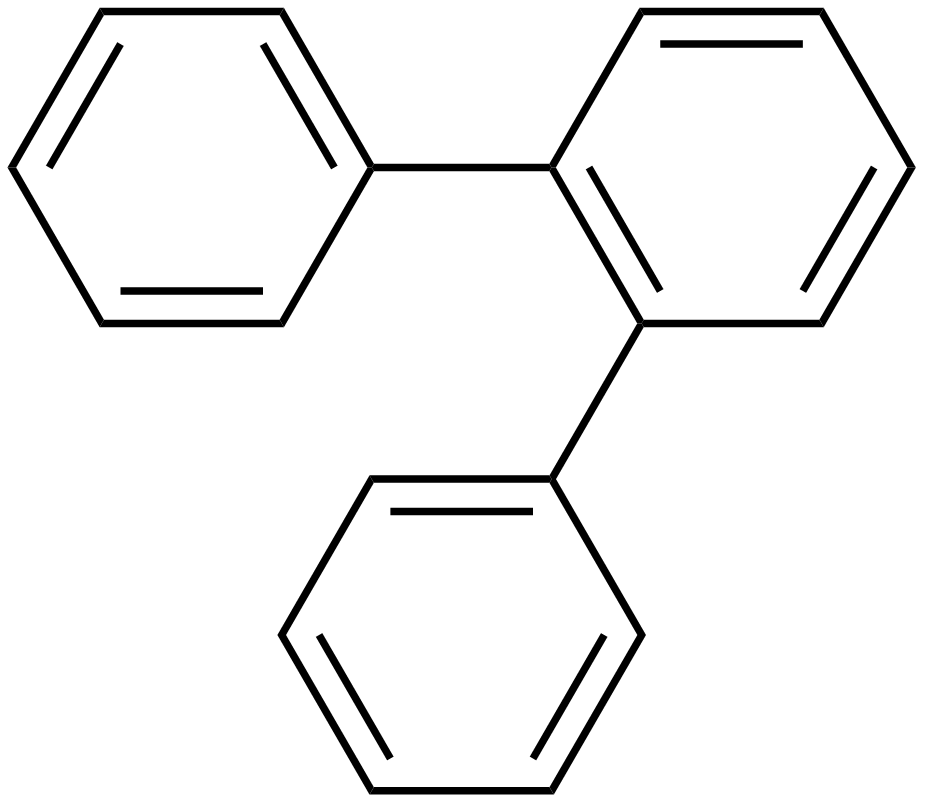
邻三联苯
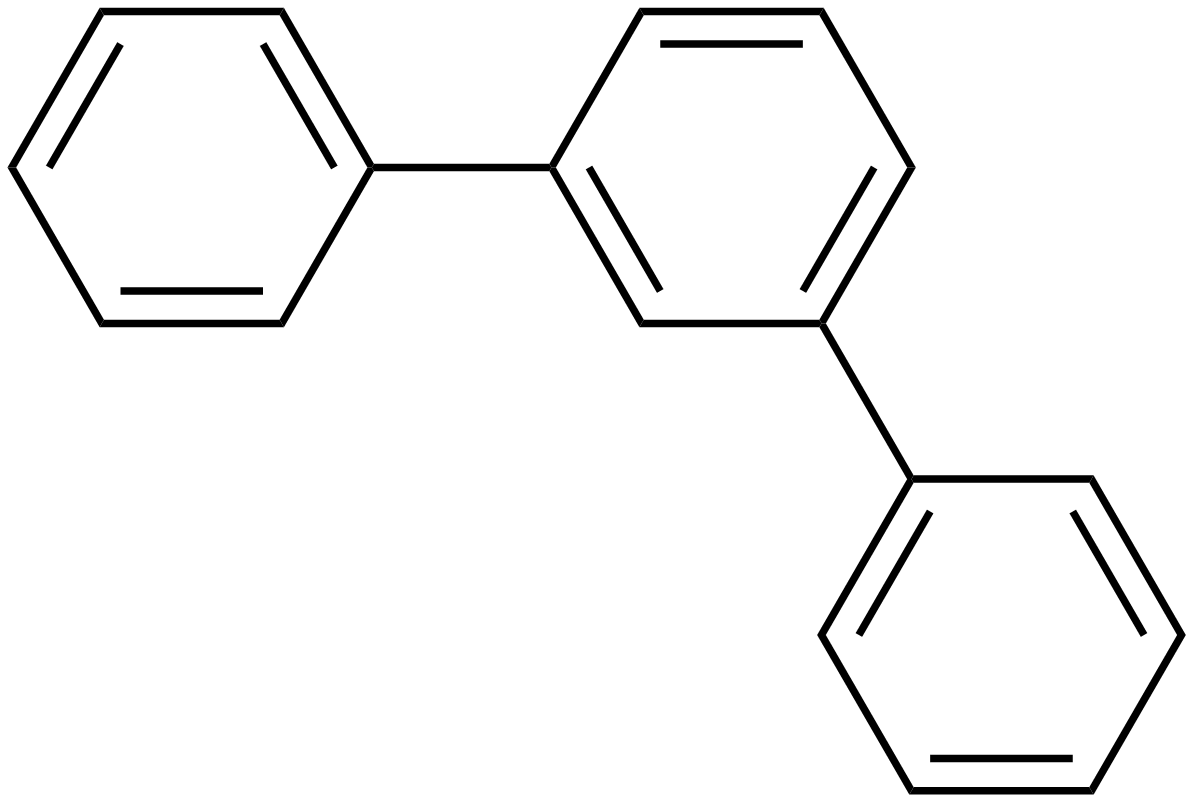
间三联苯
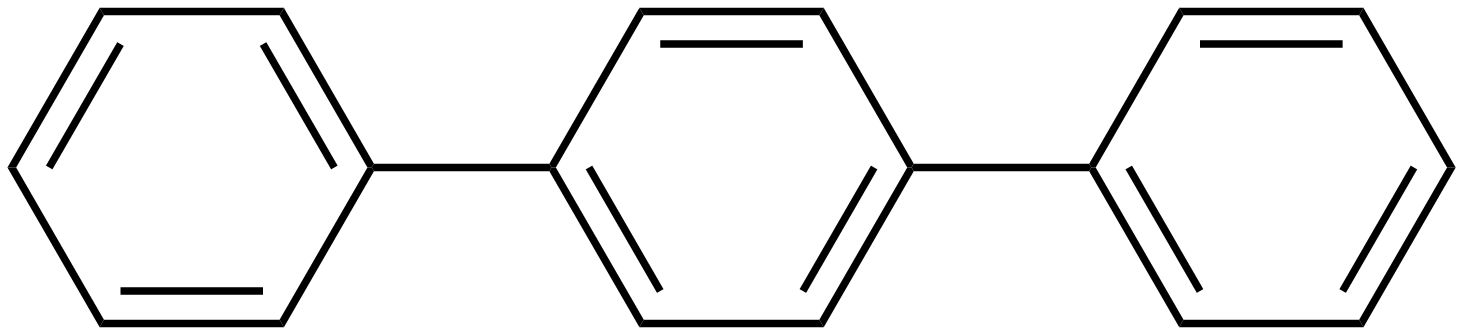
对三联苯

## 拓展链接
- p-Terphenyl（页面存档备份，存于） at the Oregon Laser Medical Center